# 全国中学・高校ディベート選手権
全国中学・高校ディベート選手権（ぜんこくちゅうがくこうこう - せんしゅけん）とは毎年8月に開催される全国の中学校・高等学校（特別支援学校は中学部・高等部在籍、中等教育学校は前期課程・後期課程、高等専門学校は在学3年以内）の生徒を対象として競技ディベートの日本一を決める大会である。2月頃の論題発表の後、各学校が長い時間をかけた綿密な準備を経て、地区予選や全国大会で高度で活発な議論を行う。通称は「ディベート甲子園」。

## 概要
毎年2月下旬に中学校と高校で異なる論題が発表され、6月から7月にかけて全国を7地区（北海道、東北、関東・甲信越、東海、近畿・北陸、中国・四国、九州）に分けて予選となる地区大会が行われ、これを勝ち抜いた中学校24校・高校32校により8月の初めに全国大会として行われる。試合はメリット・デメリット比較方式により実施される。
1996年に第1回大会が開かれ、2005年に第10回大会が記念大会として「愛・地球博」の会場にて行われた。2015年に第20回大会が同じく記念大会として女子聖学院で行われた。
2004年までは神田外語大学で開催されていたが、先に記したように2005年大会では第10回の記念大会として「愛・地球博」会場内にあるロータリー館で決勝が行われた。
2006年以降の会場は2014年までが東洋大学（白山キャンパス）、2015年が女子聖学院中学校・高等学校、2016年から2019年、2022年が立教大学（池袋キャンパス）、2023年が千葉大学（西千葉キャンパス）である。
2020年大会は新型コロナウイルスの影響で中止となった。また，2021年大会はオンラインで開催された。

## 沿革
1995年4月に開かれたディベートの夢を語る会の中で「ディベートの全国大会を行いたい。その前段階としてディベートキャンプをやりたい」という声が上がった。
その年の夏に女子聖学院の施設を用いてディベートキャンプが開かれ、瀧本哲史や池田修によるレクチャーが行われた。夏休み後半にはディベート合宿が幕張で開かれ、「日本は学校教育にディベートを導入すべし」という論題で試合をし、ディベートの専門家による様々なテクニックなども披露された。夜にはディベート甲子園開催に向け話し合われ、各団体の協力が確認された。
さらに同年11月には女子聖学院中学校と瑞雲中学校の交流戦が行われ、その夜には関係者によって夜通しでディベート甲子園のルールが作られた。
1996年3月に開かれたキャンプでは読売新聞事業開発部も加わり、本格的にディベート甲子園開催へと動き出した。こうして1996年の第一回大会が開催された。

## 運営団体

### 主催
- 全国教室ディベート連盟

### 後援
- 文部科学省
- 読売新聞社
- 千葉大学
- 千葉県教育委員会

### 協賛
- パナソニック（2016年・第21回大会まで）
- Z会（2004年・第9回大会から第19回大会まで）
- 丸紅（2005年・第11回大会から第19回大会まで）
- ロッテ（2005年・第11回大会より第19回大会まで）
- 日本テレビ放送網（2011年・第16回大会より）

## 各大会の論題と入賞校

### 1996年 第1回大会
1996年 8月1日 - 8月3日
- 中学：日本はサマータイム制を導入すべし。是か非か
  - 優勝：渋谷教育学園幕張高校附属中学校（千葉）
  - 準優勝：女子聖学院中学校（東京）
  - 第3位：京都教育大学附属桃山中学校（京都）、大阪教育大学附属天王寺中学校（大阪）
- 高校：日本は首相公選制を導入すべし。是か非か
  - 優勝：江戸川学園取手高校（茨城）
  - 準優勝：東海高等学校（愛知）
  - 第3位：函館ラ・サール高等学校（北海道）、創価高等学校（東京）

### 1997年 第2回大会
1997年 8月1日 - 8月3日
- 中学：日本は選挙の棄権に罰則をもうけるべし。是か非か 
  - 優勝：横浜市立若葉台西中学校（神奈川）
  - 準優勝：かつらぎ町立妙寺中学校（和歌山）
  - 第3位：小牧市立光ヶ丘中学校（愛知）
  - 第4位：京都教育大学附属桃山中学校（京都）
- 高校：日本は首都機能を移転すべし。是か非か
  - 優勝：創価高校（東京）
  - 準優勝：熊本県立第二高校（熊本）
  - 第3位：東京都立豊島高校（東京）
  - 第4位：佐賀県立佐賀西高校（佐賀）

### 1998年 第3回大会
1998年 7月31日 - 8月2日
- 中学：日本はごみ収集を有料化すべきである。是か非か
  - 優勝： 創価中学校（東京）
  - 準優勝：女子聖学院中学校（東京）
  - 第3位：愛知教育大学附属岡崎中学校（愛知）
  - 第4位：愛光中学校（愛媛）
- 高校：日本は積極的安楽死を法的に認めるべきである。是か非か 
  - 優勝：東海高校（愛知）
  - 準優勝：セントヨゼフ女子学園高校（三重）
  - 第3位：愛知県立千種高校（愛知）
  - 第4位：渋谷教育学園幕張高校（千葉）

### 1999年 第4回大会
1999年 7月30日 - 8月1日
- 中学：日本はサマータイム制を導入すべきである。是か非か
  - 優勝：創価中学校（東京）
  - 準優勝：小牧市立光ヶ丘中学校（愛知）
  - 第3位：足立区立竹の塚中学校（東京）
  - 第4位：神戸大学発達科学部附属明石中学校（兵庫）
- 高校：日本は刑事裁判に陪審制を導入すべきである。是か非か
  - 優勝：東海高校（愛知）
  - 準優勝：愛知県立千種高校（愛知）
  - 第3位：セントヨゼフ女子学園高校（三重）
  - 第4位：青雲高校（長崎）

### 2000年 第5回大会
2000年 8月4日 - 8月6日
- 中学：日本は死刑制度を廃止すべきである。是か非か
  - 優勝：小牧市立光ヶ丘中学校（愛知）
  - 準優勝：創価中学校（東京）
  - 第3位：東海中学校（愛知）
  - 第4位：八潮市立八潮中学校（埼玉）
- 高校：日本はすべての原子力発電を代替発電に切り替えるべきである。是か非か
  - 優勝：岐阜県立岐阜高校（岐阜）
  - 準優勝：創価高校（東京）
  - 第3位：東海高校（愛知）
  - 第4位：高山西高等学校（岐阜）

### 2001年 第6回大会
2001年 8月4日 - 8月6日
- 中学：日本は環境税を導入すべきである。是か非か
  - 優勝：創価中学校（東京）
  - 準優勝：八王子市立楢原中学校（東京）
  - 第3位：下館市立南中学校（茨城）
  - 第4位：北海道教育大学附属札幌中学校（北海道）
- 高校：日本は道州制を導入すべきである。是か非か
  - 優勝：福岡県立修猷館高校（福岡）
  - 準優勝：女子聖学院高校（東京）
  - 第3位：福井県立若狭高校（福井）
  - 第4位：渋谷教育学園幕張高校（千葉）

### 2002年 第7回大会
2002年 8月2日 - 8月4日
- 中学：日本は未成年者の携帯電話使用を大幅に制限すべきである。是か非か 
  - 優勝：会津若松市立第二中学校（福島）
  - 準優勝：弥富町立弥富北中学校（愛知）
  - 第3位：神戸大学発達科学部附属明石中学校（兵庫）
  - 第4位：小牧市立光ヶ丘中学校（愛知）
- 高校：日本は遺伝子組み換え食品の販売を禁止すべきである。是か非か
  - 優勝：創価高校（東京）
  - 準優勝：東海高校（愛知）
  - 第3位：福岡県立修猷館高校（福岡）
  - 第4位：早稲田大学高等学院（東京）

### 2003年 第8回大会
2003年 8月3日 - 8月5日
- 中学：地方自治体は中学生以上による住民投票制度を制定すべきである。是か非か
  - 優勝：青雲中学校（長崎）
  - 準優勝：会津若松市立第二中学校（福島）
  - 第3位：創価中学校（東京）
  - 第4位：札幌聖心女子学院中学校（北海道）
- 高校：日本は積極的安楽死を法的に認めるべきである。是か非か
  - 優勝：創価高校（東京）
  - 準優勝：早稲田大学高等学院（東京）
  - 第3位：ノートルダム清心高校（広島）
  - 第4位：沖縄県立球陽高校（沖縄）

### 2004年第9回大会
2004年 7月31日- 8月2日
- 中学：日本は救急車の利用を有料化すべきである。是か非か
  - 優勝：九州国際大学付属中学校（福岡）
  - 準優勝：いわき市立湯本第一中学校（福島）
  - 第3位：創価中学校（東京）、富士見市立本郷中学校（埼玉）
- 高校：日本はすべての原子力発電を代替発電に切り替えるべきである。是か非か
  - 優勝：創価高校（東京）
  - 準優勝：秋田県立能代高校（秋田）
  - 第3位：東海高校（愛知）、関西創価高校（大阪）

### 2005年第10回大会
2005年 8月6日 - 8月8日
- 中学：日本はレジ袋税を導入すべきである。是か非か
  - 優勝：滝中学校（愛知）
  - 準優勝：神戸大学発達科学部附属明石中学校（兵庫）
  - 第3位：北嶺中学校（北海道）、河東町立河東中学校（福島）
- 高校：日本は炭素税を導入すべきである。是か非か
  - 優勝：滋賀県立膳所高校（滋賀）
  - 準優勝：青雲高校（長崎）
  - 第3位：福島県立会津高校（福島）、慶應義塾高校（神奈川）

### 2006年第11回大会
2006年 8月5日 - 8月7日
- 中学：日本はすべての動物園を廃止すべきである。是か非か
  - 優勝：東海中学校（愛知）
  - 準優勝：北嶺中学校（北海道）
  - 第3位：開成中学校（東京）、名古屋市立八幡中学校（愛知）
- 高校：日本は道州制を導入すべきである。是か非か 
  - 優勝：福島県立会津高校（福島）
  - 準優勝：創価高校（東京）
  - 第3位：秋田県立能代高校（秋田）、徳島文理高校（徳島）

### 2007年第12回大会
2007年 8月4日 - 8月6日
- 中学：日本は小売店の深夜営業を禁止すべきである。是か非か
  - 優勝：創価中学校（東京）
  - 準優勝：神戸大学発達科学部附属明石中学校（兵庫）
  - 第3位：東海中学校（愛知）、岡山白陵中学校（岡山）
- 高校：日本は18歳以上の国民に選挙権・被選挙権を認めるべきである。是か非か
  - 優勝：創価高校（東京）
  - 準優勝：北嶺高校（北海道）
  - 第3位：愛知県立千種高校（愛知）、早稲田大学高等学院（東京）

### 2008年第13回大会
2008年 8月9日 - 8月11日
- 中学：日本は中学生以下の携帯電話の使用を禁止すべきである。是か非か
  - 優勝：創価中学校（東京）
  - 準優勝：滝中学校（愛知）
  - 第3位：東海中学校（愛知）、岡山白陵中学校（岡山）
- 高校：日本は労働者派遣を禁止すべきである。是か非か
  - 優勝：南山高校女子部（愛知）
  - 準優勝：福島県立会津高校（福島）
  - 第3位：東海大付属高輪台高校（東京）、岡山操山高校（岡山)

### 2009年第14回大会
2009年 8月8日 - 8月10日
- 中学:日本はすべての乗用自動車を電気自動車に切り替えるべきである。是か非か
  - 優勝：東海中学校（愛知）
  - 準優勝：広島県立広島中学校（広島）
  - 第3位：札幌市立平岡中央中学校（北海道）、創価中学校（東京）
- 高校:日本は国会を一院制にすべきである。是か非か
  - 優勝：早稲田大学高等学院（東京）
  - 準優勝：東海高校（愛知）
  - 第3位：北海道札幌清田高校（北海道）、創価高校（東京）

### 2010年第15回大会
2010年 8月7日 - 8月9日
- 中学:日本はペットの売買を禁止すべきである。是か非か
  - 優勝：岡山白陵中学校（岡山）
  - 準優勝：創価中学校（東京）
  - 3位：東海中学校（愛知）、南山中学校女子部（愛知）
- 高校:日本は積極的安楽死を法的に認めるべきである。是か非か
  - 優勝：洛南高校（京都）
  - 準優勝：早稲田大学高等学院（東京）
  - 3位：愛知県立岡崎高等学校（愛知）、創価高校（東京）

### 2011年第16回大会
2011年 8月6日 - 8月8日
- 中学:日本は選挙の棄権に罰則を設けるべきである。是か非か
  - 優勝：創価中学校（東京）
  - 準優勝：東海中学校（愛知）
  - 3位：浄心中学校（愛知）、岡山白陵中学校（岡山）
- 高校:日本は道州制を導入すべきである。是か非か
  - 優勝：北嶺高校（北海道）
  - 準優勝：東海高校（愛知）
  - 3位：滋賀県立膳所高校（滋賀）、創価高校（東京）

### 2012年第17回大会
2012年 8月11日 - 8月13日
- 中学:日本は救急車の利用を有料化すべきである。是か非か
  - 優勝：東海中学校（愛知）
  - 準優勝：関西創価中学校（大阪）
  - 3位：北嶺中学校（北海道）、女子聖学院中学校（東京）
- 高校:日本は死刑制度を廃止すべきである。是か非か
  - 優勝：東海高校（愛知）
  - 準優勝：灘高校（兵庫）
  - 3位：創価高校（東京）、洛南高校（京都）

### 2013年第18回大会
2013年 8月10日 - 8月12日
- 中学:日本は飲食店にドギーバッグの常備を義務づけるべきである。是か非か。
  - 優勝：創価中学校（東京）
  - 準優勝：東海中学校（愛知）
  - 3位：渋谷教育学園幕張中学校（千葉）、愛知県高浜市立高浜中学校（愛知）
- 高校:日本は首相公選制を導入すべきである。是か非か。
  - 優勝：岡山白陵高等学校（岡山）
  - 準優勝：東海高等学校（愛知）
  - 3位：慶應義塾高等学校（神奈川）、福岡県立小倉高等学校（福岡）

### 2014年第19回大会
2014年 8月8日 - 8月10日
- 中学:日本は捕鯨を禁止すべきである。是か非か
  - 優勝：創価中学校（東京）
  - 準優勝：灘中学校（兵庫）
  - 3位：東海中学校（愛知）、愛知県高浜市立高浜中学校（愛知）
- 高校:日本は外国人労働者の受け入れを拡大すべきである。是か非か
  - 優勝：創価高等学校（東京）
  - 準優勝：愛知県立千種高等学校（愛知）
  - 3位：開成高等学校（東京）、東海高等学校（愛知）

### 2015年第20回大会
2015年 8月8日 - 8月10日
- 中学:日本は刑事事件における実名報道を禁止すべきである。是か非か
  - 優勝：開成中学校（東京）
  - 準優勝：女子聖学院中学校（東京）
  - 3位：灘中学校（兵庫）、開智中学校（埼玉）
- 高校:日本は裁判員制度を廃止すべきである。是か非か
  - 優勝：熊本マリスト学園高等学校（熊本）
  - 準優勝：東海高等学校（愛知）
  - 3位：関西創価高等学校（大阪）、愛知県立岡崎高等学校（愛知県）

### 2016年第21回大会
2016年 8月6日 - 8月8日
- 中学:日本は地方公共団体の首長の多選を禁止すべきである。是か非か
  - 優勝：岡山白陵中学校（岡山）
  - 準優勝：創価中学校（東京）
  - 3位：渋谷教育学園幕張中学校（千葉）、愛知県高浜市立高浜中学校（愛知）
- 高校:日本は国民投票制度を導入すべきである。是か非か
  - 優勝：愛知県立岡崎高等学校（愛知）
  - 準優勝：鎌倉学園高等学校（神奈川）
  - 3位：創価高等学校（東京）、筑波大学附属駒場高等学校（東京）

### 2017年第22回大会
2017年 8月5日 - 8月7日
- 中学:日本は小売店の深夜営業を禁止すべきである。是か非か
  - 優勝：渋谷教育学園幕張中学校（千葉）
  - 準優勝：いわき市立中央台北中学校（福島）
  - 3位：東海中学校（愛知）、洛南高等学校附属中学校（京都）
- 高校:日本は企業に対する正社員の解雇規制を緩和すべきである。是か非か
  - 優勝：慶應義塾高等学校（神奈川）
  - 準優勝：筑波大学附属駒場高等学校（東京）
  - 3位：桜蔭高等学校（東京）、渋谷教育学園幕張高等学校（千葉）

### 2018年第23回大会
2018年 8月4日 - 8月6日
- 中学:日本はすべての飲食店に対して、店内での全面禁煙を義務付けるべきである。是か非か
  - 優勝：熊本市立出水中学校（熊本）
  - 準優勝：開成中学校（東京）
  - 3位：関西創価中学校（大阪）、金城学院中学校（愛知）
- 高校:日本は国会を一院制にすべきである。是か非か
  - 優勝：開智高等学校（埼玉）
  - 準優勝：創価高等学校（東京）
  - 3位：開成高等学校（東京）、岡山白陵高等学校（岡山）

### 2019年第24回大会
2019年 8月10日 - 8月12日
- 中学:日本はタクシーに関する規制を大幅に緩和すべきである。是か非か
  - 優勝：創価中学校（東京）
  - 準優勝：東海中学校（愛知）
  - 3位：灘中学校（兵庫）、名古屋市立浄心中学校（愛知）
- 高校:日本はフェイクニュースを規制すべきである。是か非か
  - 優勝：創価高等学校（東京）
  - 準優勝：東海高等学校（愛知）
  - 3位：聖光学院高等学校（神奈川）、渋谷教育学園幕張高等学校（千葉）

### 2020年 第25回大会
中止

### 2021年第26回大会
2021年 8月7日 - 8月9日
- 中学:日本は中学校高等学校の部活動制度を廃止すべきである。是か非か
  - 優勝   ：東海中学校（愛知）
  - 準優勝：東京都立富士高等学校附属中学校（東京）
  - 3位    ：福島県立ふたば未来学園中学校（福島）、広尾学園中学校（東京）
- 高校:日本は積極的安楽死を法的に認めるべきである。是か非か
  - 優勝：慶應義塾高等学校（神奈川）
  - 準優勝：創価高等学校（東京）
  - 3位：愛知県立岡崎高等学校（愛知）、関西創価高等学校（大阪）

### 2022年第27回大会
2022年 8月6日-8月8日
- 中学:日本は中学生以下のスマートフォンなどの使用を禁止すべきである。是か非か
  - 優勝   ：関西創価中学校（大阪）
  - 準優勝 ：創価中学校（東京）
  - 3位    ：灘中学校（兵庫）、岡山白陵中学校（岡山）
- 高校:日本はすべての石炭火力発電を代替発電に切り替えるべきである。是か非か
  - 優勝   ：愛知県立岡崎高等学校（愛知）
  - 準優勝 ：東海高等学校（愛知）
  - 3位    ：灘高等学校（兵庫）、福岡県立修猷館高等学校（福岡）

### 2023年第28回大会
2023年 8月5日-8月7日
- 中学:日本は鉄道の運賃を自由化すべきである。是か非か
  - 優勝   ：東海中学校（愛知）
  - 準優勝 ：開成中学校（東京）
  - 3位    ：創価中学校（東京）、愛知教育大学附属名古屋中学校（愛知）
- 高校:日本は有罪判決を受けた者に対する電子監視制度を導入すべきである。是か非か
  - 優勝 ：東海高等学校（愛知）
  - 準優勝 ：広尾学園高等学校（東京）
  - 3位 ：渋谷教育学園幕張高等学校（千葉）、名古屋高等学校（愛知）

### 2024年第29回大会
2024年 8月10日-8月12日
- 中学:日本は国政選挙においてインターネット投票を導入すべきである。是か非か
  - 優勝   ：愛知教育大学附属岡崎中学校（愛知）
  - 準優勝 ：東海中学校（愛知）
  - 3位    ：開智中学校（埼玉）、久留米大学附設中学校（福岡）
- 高校:日本は内閣による衆議院の解散権を制限すべきである。是か非か
  - 優勝 ：愛知県立岡崎高等学校（愛知）
  - 準優勝 ：東海高等学校（愛知）
  - 3位 ：開成高等学校（東京）、関西創価高等学校（大阪）

### 2025年第30回大会
2025年 8月2日-8月4日
- 中学:日本は中学生以下の SNS の利用を全面的に禁止すべきである。是か非か
  - 優勝   ：創価中学校（東京）
  - 準優勝 ：昭和薬科大学附属中学校（沖縄）
  - 3位    ：愛知教育大学附属岡崎中学校（愛知）、南山中学校女子部（愛知）
- 高校:日本はあらゆる犯罪を司法取引制度の対象とすべきである。是か非か
  - 優勝 ：東京都立小石川中等教育学校（東京）
  - 準優勝 ：開成高等学校（東京）
  - 3位 ：海城高等学校（東京）、創価高等学校（東京）

## 出場校データ

### 複数回優勝校
- 創価高等学校（東京） 第2回（1997年）、第7回（2002年）、第8回（2003年）、第9回（2004年）、第12回（2007年）、第19回（2014年）、第24回（2019年）

28回大会のうち15回入賞しており、そのうち7回が優勝である。第9回大会では、大会史上で唯一の3年連続優勝を果たした。また、第12回大会では、大会史上初の中高アベック優勝となった。第19回大会では二回目の、第24回大会では三回目の中高アベック優勝となった。
- 東海高等学校（愛知） 第3回（1998年）、第4回（1999年）、第17回（2012年）、第28回（2023年）

28回大会のうち16回入賞しており、そのうち4回が優勝である。第4回大会では、高校で初めて2年連続優勝を果たした。また、第17回大会、第28回大会では中高アベック優勝となった。
- 創価中学校（東京） 第3回（1998年）、第4回（1999年）、第6回（2001年）、第12回（2007年）、第13回（2008年）、第16回（2011年）、第18回（2013年）、第19回（2014年）、第24回（2019年）、第30回（2025年）

29回大会のうち18回入賞しており、そのうち10回が優勝である。第4回大会では、中学で初めて2年連続優勝を果たし、第13回大会・第19回大会でも2年連続優勝を果たした。
- 東海中学校（愛知） 第11回（2006年）、第14回（2009年）、第17回（2012年）、第26回（2021年）、第28回（2023年）

28回大会のうち14回入賞しており、そのうち5回が優勝である。
- 岡山白陵中学校（岡山）第15回（2010年）、第21回（2016年）

28回大会のうち6回入賞しており、そのうち2回が優勝である。
- 渋谷教育学園幕張中学校（千葉） 第1回（1996年）、第22回（2017年）

28回大会のうち4回入賞しており、そのうち2回が優勝である。
- 慶應義塾高等学校（神奈川） 第22回（2017年）、第26回（2021年）

28回大会のうち6回入賞しており、そのうち2回が優勝である。
- 愛知県立岡崎高等学校（愛知）第21回（2016年）、第27回（2022年）、第29回（2024年）

28回大会のうち6回入賞しており、そのうち3回が優勝である。

### 連続出場校（第25回大会は中止なので数え方に注意）
※第30回大会（2025年）時点で、5年以上連続で全国大会に出場した中学校、高等学校

#### 中学校
- 福岡教育大学附属小倉中学校（福岡）：第1回から第20回（連続20回・計21回）
- 小牧市立光ヶ丘中学校（愛知）：第1回から第8回（連続8回・計8回）
- 岡山白陵中学校（岡山）：第4回から第9回（連続6回・計19回）
- 京都教育大学附属桃山中学校（京都）：第7回から第14回（連続8回・計14回）
- 創価中学校（東京）：第8回から第21回（連続14回・計25回）
- 北嶺中学校（北海道）：第9回から第17回（連続9回・計14回）
- 神戸大学附属明石中学校（神戸）：第10回から第14回（連続5回・計11回）
- 東海中学校（愛知）：第11回から第30回（連続19回・計20回）※現在継続中
- 精道三川台中学校（長崎）：第11回から第19回（連続9回・計12回）
- 会津若松市立第二中学校（福島）：第12回から第17回（連続6回・計11回）
- 渋谷教育学園幕張中学校（千葉）：第12回から第16回、第21回から第27回（連続6回・計17回）
- 岡山県立岡山操山中学校（岡山）：第13回から第17回（連続5回・計12回）
- 青雲中学校（長崎）：第16回から第20回（連続5回・計13回）
- 高浜市立高浜中学校（愛知）：第17回から第22回（連続6回・計6回）
- いわき市立中央台北中学校（福島）：第18回から第24回（連続7回・計9回）
- 関西創価中学校（大阪）：第20回から第27回（連続7回・計11回）
- 岡山県立岡山大安寺中等教育学校（岡山）：第20回から第26回（連続6回・計10回）
- 大分大学教育学部附属中学校（大分）：第20回から第27回（連続7回・計14回）
- 灘中学校（兵庫）：第22回から第29回（連続7回・計10回）
- 熊本マリスト学園中学校（熊本）：第22回から第29回（連続7回・計7回）
- 開智中学校（埼玉）：第24回から第30回（連続6回・計9回）※現在継続中
- 慶進中学校（山口）：第24回から第30回（連続6回・計9回）※現在継続中
- 福島県立ふたば未来学園中学校（福島）：第26回から第30回（連続5回・計5回）※現在継続中
- 愛知教育大学附属名古屋中学校（愛知）：第26回から第30回（連続5回・計11回）※現在継続中
- 尚絅中学校（熊本）：第26回から第30回（連続5回・計5回）※現在継続中

#### 高校
- 創価高校（東京）：第1回から第30回（連続29回・計29回）※現在継続中
- 東海高校（愛知）：第1回から第11回、第13回から第20回、第22回から第30回（連続11回・計27回）※現在継続中
- 江戸川学園取手高校（茨城）：第1回から第7回（連続7回・計9回）
- 愛知県立千種高校（愛知）：第2回から第16回、第24回から第29回（連続15回・計23回）
- 福岡県立修猷館高校（福岡）：第4回から第28回（連続24回・計25回）
- 北嶺高校（北海道）：第5回から第24回（連続20回・計22回）
- 早稲田大学高等学院（東京）：第6回から第15回、第17回から第21回（連続10回・計15回）
- 秋田県立能代高校（秋田）：第6回から第12回、第16回から第20回（連続7回・計19回）
- 滋賀県立膳所高校（滋賀）：第21回から第28回（連続7回・計19回）
- ノートルダム清心高校（広島）：第8回から第14回（連続7回・計10回）
- 青雲高校（長崎）：第9回から第23回（連続15回・計19回）
- 福井県立金津高校（福井）：第9回から第14回（連続6回・計12回）
- 福島県立会津高校（福島）：第10回から第24回（連続15回・計19回）
- 女子聖学院高校（東京）：第11回から第17回（連続7回・計12回）
- 愛知県立岡崎高等学校（愛知）：第11回から第16回、第18回から第23回、第26回から第30回（連続6回・計20回）
- 岡山県立岡山操山高校（岡山）：第11回から第19回（連続9回・計15回）
- 福岡県立小倉高校（福岡）第12回から第21回（連続10回・計13回）
- 南山高校女子部（愛知）第13回から第17回（連続5回・計13回）
- 開成高校（東京）：第17回から第30回（連続13回・計21回）※現在継続中
- 岡山白陵高校（岡山）：第17回から第23回（連続7回・計18回）
- 洛南高校（京都）第17回から第21回（連続5回・計10回）
- 慶應義塾高等学校（神奈川）第18回から第23回（連続6回・計13回）
- 関西創価高等学校（大阪）第19回から第30回（連続11回・計15回）※現在継続中
- 文徳高等学校（熊本）第19回から第23回（連続5回・計5回）
- 渋谷教育学園幕張高等学校（千葉）第22回から第30回（連続8回・計15回）※現在継続中
- 慶進高等学校（山口）第22回から第30回（連続8回・計9回）※現在継続中
- 札幌光星高等学校（北海道）第23回から第30回（連続7回・計7回）※現在継続中
- 広尾学園高等学校（東京）第23回から第28回（連続5回・計7回）
- 昭和薬科大学附属高等学校（沖縄）第23回から第30回（連続7回・計17回）※現在継続中
- 熊本マリスト学園高等学校（熊本）第23回から第29回（連続6回・計7回）
- 東北学院高等学校（宮城）第24回から第29回（連続5回・計16回）
- 熊本県立熊本高等学校（熊本）第24回から第30回（連続6回・計20回）※現在継続中
- 尚絅高等学校（熊本）：第26回から第30回（連続5回・計5回）※現在継続中

## 表彰

### 入賞
大会では、中高（特支も含む）それぞれベスト8に入った学校が表彰される。9回大会以降は3位決定戦が行われなくなったため、優勝・準優勝・第3位という表彰となる。第13回大会まで、優勝校には協賛のパナソニックからLet's noteが1台贈られていた。

### ベストディベーター賞
中学、高校の決勝に進出した学校の中から、マナーを含め優れたスピーチをした選手各１名に贈られる。

### ベストコミュニケーション賞
相手の話を正しく聞き、自分の考えをわかりやすく伝えるというディベートに最も必要なコミュニケーションの基礎を重視し、コミュニケーション点の平均が最も高かった学校に贈られる。この賞は単純にコミュニケーション点の平均点だけが審査基準であるため、たとえ予選で敗退した場合でも選ばれることがある

### 最優秀指導者賞
優秀な成績を収めた学校の指導者の中から、特に顕著な功績があったと認められる中学校・高校（特別支援学校も含む）それぞれ1人が最優秀指導者賞に選ばれる。この賞は必ずしも優勝校の指導者が選ばれるわけではなく、具体的な基準は公表されていない。なお、大会に出場する場合は引率者が少なくとも1人必要である。

### ディベート教育功労賞
ディベートの普及や指導に取り組み、著しい成果を上げたと認められる団体が選ばれていた。この賞は大会の成績等には一切関係なく、出場校に贈られることはない。現在は廃止されている。パナソニックの協賛を得て「パナソニック賞」という名称も使われていた。

## その他

### 全国大会講評
全国大会の決勝戦（高校の部）では全国教室ディベート連盟（当時・専務理事、現在は理事）の松本茂が10年連続で講評を行っていた。その講評の冒頭で毎年「ディベートって…」という名言を残していた。通例化したものの、もうネタがつきたのではないかと言われていたが、全国教室ディベート連盟監事・渡辺徹など、松本から代わった現在でも「ディベートって…」と言うことが継承されている。第20回大会の公式パンフレットでは記念企画として理事や監事が「ディベートって…」と題し自身にとってのディベートについて語っている。

### 読売旅行
例年全国大会出場が決定するのが6月から7月であり、また全国大会が開催されるのが7月の終わりから8月の初めである。これはちょうど夏期休暇の旅行シーズンに重なるので、全国大会出場校にとっては宿泊先の確保が大変である。そのため主催者である読売新聞社の子会社、読売旅行が宿泊先を手配したパックを発売する。
1999年の第4回大会（会場：神田外語大学）では、大会2日目がGLAYの「MAKUHARI MESSE 10TH ANNIVERSARY GLAY EXPO'99 SURVIVAL」という20万人を動員するライブと重なった。ライブは会場近くの幕張メッセ大駐車場で行ったが、同社の力により参加校は幕張プリンスホテルを確保できた。また、2005年の第10回大会では「愛・地球博」が開催されていたため名古屋市内でホテルを確保しにくかったが、希望する参加校分は確保していた。